# Aeropuerto Internacional Toussaint Louverture
El Aeropuerto Internacional Toussaint Louverture (en francés: Aéroport International Toussaint Louverture, también conocido como Aéroport International de Port-au-Prince) (IATA: PAP, ICAO: MTPP) es un aeropuerto internacional situado en Puerto Príncipe, Haití.
Construido gracias al dinero cedido por el gobierno estadounidense, el aeropuerto abrió en 1965 con el nombre de Aeropuerto Internacional François Duvalier, en honor al entonces dictador haitiano François "Papa Doc" Duvalier (1957-1971). Después de la dimisión del hijo y sucesor de "Papa Doc" Duvalier, Jean Claude Duvalier, en 1986, el aeropuerto pasó a llamarse Aéroport International de Port-au-Prince, siendo posteriormente cambiado su nombre a Aéroport International Toussaint Louverture en 2003, en honor al héroe de la Independencia haitiana.
El aeropuerto sirve las principales rutas internacionales que conectan con Haití.

## Historia
Durante la ocupación estadounidense de Haití, el Cuerpo de Marines de los Estados Unidos colocó unidades de observación marina utilizando aviones HS-1 y HS-2 en lo que más tarde se convirtió en Bowen Field (c. 1919).
En 1942, el USMC fue enviado a Haití para construir una instalación para dar servicio al avión Douglas O-38 utilizado por el Cuerpo Aéreo de Haití para observar la actividad nazi alemana en la región. El USMC construyó Bowen Field (también conocido como Aeropuerto Chancerelles), un pequeño aeropuerto civil y militar ubicado cerca del área de Chancerelles cerca de la Bahía de Puerto Príncipe. Bowen Field fue utilizado por el Cuerpo Aéreo de Haití para servicios de correo (1943) y de pasajeros (1944), luego sucedido por la Compagnie haïtienne de transports aériens a partir de 1961. En las décadas de 1950 y 1960, sirvió como base aérea para el ejército estadounidense en Haití. El aeropuerto actual ubicado más al noreste de Bowen Field fue desarrollado con fondos de subvenciones del gobierno de los Estados Unidos y principalmente dinero recaudado del pueblo haitiano.
El aeropuerto sufrió graves daños por el terremoto de Haití de 2010. El 25 de noviembre de 2012, el presidente haitiano, Michel Martelly, inauguró la terminal de llegadas recién reparada.
El 7 de julio de 2021, tras el asesinato del presidente haitiano Jovenel Moïse, el aeropuerto fue cerrado y los vuelos fueron devueltos a sus orígenes.
El aeropuerto fue atacado por pandillas durante la crisis de marzo de 2024, lo que impidió que el primer ministro Ariel Henry regresara a Haití desde el extranjero y provocó el cierre del aeropuerto a vuelos comerciales.
El aeropuerto fue reabierto a los aviones civiles el 20 de mayo, y la aerolínea de pasajeros haitiana Sunrise Airways y la aerolínea de carga estadounidense Amerijet restauraron el servicio a Miami.

## Destinos

### Destinos nacionales
| Aerolíneas      | Destinos      |
| --------------- | ------------- |
| Sunrise Airways | Cabo Haitiano |

### Destinos internacionales
| Ciudades por países       | Nombre del aeropuerto                              | Aerolíneas                                      |              |              |              |
| Norteamérica              | Norteamérica                                       | Norteamérica                                    | Norteamérica | Norteamérica | Norteamérica |
| ------------------------- | -------------------------------------------------- | ----------------------------------------------- | ------------ | ------------ | ------------ |
| Canadá                    |                                                    |                                                 |              |              |              |
| Montreal                  | Aeropuerto Internacional Pierre Elliott Trudeau    | Air Transat                                     |              |              |              |
| Centroamérica y El Caribe |                                                    |                                                 |              |              |              |
| Cuba                      |                                                    |                                                 |              |              |              |
| Camagüey                  | Aeropuerto Internacional Ignacio Agramonte         | Sunrise Airways                                 |              |              |              |
| La Habana                 | Aeropuerto Internacional José Martí                | Sunrise Airways                                 |              |              |              |
| Santiago de Cuba          | Aeropuerto Internacional de Santiago de Cuba       | Sunrise Airways / Cubana de Aviación            |              |              |              |
| Curazao                   |                                                    |                                                 |              |              |              |
| Curazao                   | Aeropuerto Internacional Hato                      | Sunrise Airways                                 |              |              |              |
| Guadalupe                 |                                                    |                                                 |              |              |              |
| Pointe-à-Pitre            | Aeropuerto Internacional de Pointe-à-Pitre         | Air France                                      |              |              |              |
| Martinica                 |                                                    |                                                 |              |              |              |
| Fort-de-France            | Aeropuerto Internacional de Martinica Aimé Césaire | Sunrise Airways                                 |              |              |              |
| Islas Turcas y Caicos     |                                                    |                                                 |              |              |              |
| Providenciales            | Aeropuerto Internacional de Providenciales         | Caicos Express Airways / InterCaribbean Airways |              |              |              |
| Panamá                    |                                                    |                                                 |              |              |              |
| Ciudad de Panamá          | Aeropuerto Internacional de Tocumen                | Sunrise Airways                                 |              |              |              |
| República Dominicana      |                                                    |                                                 |              |              |              |
| Santo Domingo             | Aeropuerto Internacional La Isabela                | Sunrise Airways                                 |              |              |              |
| Santo Domingo             | Aeropuerto Internacional de Las Américas           | Sky High                                        |              |              |              |
| Ciudad de Panamá          | Aeropuerto Internacional de Tocumen                | Sunrise Airways                                 |              |              |              |
| San Martín                |                                                    |                                                 |              |              |              |
| Sint Maarten              | Aeropuerto Internacional Princesa Juliana          | Sunrise Airways / Winair                        |              |              |              |
| Europa                    |                                                    |                                                 |              |              |              |
| Francia                   |                                                    |                                                 |              |              |              |
| París                     | Aeropuerto de París-Orly                           | Air Caraïbes                                    |              |              |              |

## Aerolíneas de mercancías
- ABX Air (Miami)
- Amerijet International (Miami, Santiago, Santo Domingo)
- IBC Airways (Miami)